# 김흥동 (의사)
김흥동은 연세대학교 의료원의 세브란스 어린이병원 교수이자 한국뇌전증협회 대표이다. 소아 뇌전증 치료를 위해 대마 의약품 합법화에 나선 공로로 국민훈장 동백장을 받았다.